# Eternity (álbum de Every Little Thing)
| eternity                    | eternity                    | eternity                    |
| Álbum de Every Little Thing | Álbum de Every Little Thing | Álbum de Every Little Thing |
| --------------------------- | --------------------------- | --------------------------- |
| Lanzamiento                 | 15 de marzo de 2000         | 15 de marzo de 2000         |
| Grabación                   | 1999, 2000                  | 1999, 2000                  |
| Género                      | J-Pop                       | J-Pop                       |
| Duración                    | 48 min, 44 sec              | 48 min, 44 sec              |
| Sello                       | Avex Trax                   | Avex Trax                   |
| Productor                   | Mitsuru Igarashi            | Mitsuru Igarashi            |
| Álbumes Every Little Thing  |                             |                             |
| Every Best Single +3 (1999) | eternity (2000)             | Every Ballad Songs (2001)   |

Eternity es el tercer álbum estudio del grupo japonés Every Little Thing. Contiene un total de 11 canciones. El álbum escaló hasta el #1 en los charts de Oricon de Japón y estuvo dentro de éste por 22 semanas y da a entrever que fue lanzado muy apurado para evitar que la popularidad del grupo decayera.

## Lista de canciones
- «Pray»
- «Reason»
- «Switch» (Álbum Mix)
- «Just be you»
- «The One Thing»
- «Get Into A Groove»
- «Rescue me»
- «Smile Again»
- «Sure» (Versión orquesta)
- «Who cries for me?» (Pray Reprise)
- «Sure» (Are you sure? Mix)

## Singles Promocionales
1. Pray / Get Into A Groove, 1 de enero de 2000
2. sure, 16 de febrero de 2000
3. Rescue me / Smile Again, 14 de junio de 2000

## Información Técnica
Este fue el último álbum en el que Mitsuru Igarashi estuvo dentro de ELT, y las tracks 1, 6, 7, 10 fueron trabajadas completamente por él (las letras, la composición, y los arreglos de las respectivas canciones). Mientras que Kaori Mochida escribió las letras de las tracks 2, 3, 4, 5, 8, 9, 11, 12 (algunas con la ayuda de los otros integrantes del grupo); ayudas adicionales de otros arreglistas se dan en las tracks 2 y 4, que fueron arregladas adicionalmente por Tomoki Ishizuka; track 9 donde participaron adicionalmente Yasuhiko Hoshino en arreglos y Jerry Lubbock en el arreglo de cuerdas; mezclas de Brian Reeves e las tracks 3, 9 y 11; y finalmente el Remix por parte de Naoki Atsumi.
- Datos: Q3266499